# Renzo Rinaldi

Rinaldi in Tutti gli uomini del deficiente (1999)

Renzo Rinaldi (Viareggio, 8 marzo 1941 – Roma, 20 febbraio 2004) è stato un attore italiano per lo più impegnato in parti da caratterista.

## Biografia
Attore caratterista, divise la sua carriera tra teatro e cinema. Interpretò una cinquantina tra film e serie TV. 
Divenne famoso anche per gli spot pubblicitari della Bistefani nel ruolo del burbero signor Bistefani (celebre la sua battuta: «Ma chi sono io? Babbo Natale?»), con accanto il suo socio pasticcere Carlo, interpretato dall'attore Stefano Gragnani. 
Morì a Roma il 20 febbraio 2004 a 62 anni d'età per un attacco cardiaco.

## Filmografia

### Cinema

Renzo Rinaldi con Edwige Fenech nel film 40 gradi all'ombra del lenzuolo

- Beffe, licenzie et amori del Decamerone segreto, regia di Giuseppe Vari (1972)
- ...e si salvò solo l'Aretino Pietro, con una mano davanti e l'altra dietro..., regia di Silvio Amadio (1972)
- Il sindacalista, regia di Luciano Salce (1972)
- Le notti peccaminose di Pietro l'Aretino, regia di Manlio Scarpelli (1972)
- Decameron nº 2 - Le altre novelle del Boccaccio, regia di Mino Guerrini (1972)
- La padrina, regia di Giuseppe Vari (1973)
- I racconti di Viterbury - Le più allegre storie del '300, regia di Mario Caiano (1973)
- Fra' Tazio da Velletri, regia di Romano Scandariato (1973)
- La sbandata, regia di Salvatore Samperi (1974)
- Messer Giannetto, episodio di Quant'è bella la Bernarda, tutta nera, tutta calda, regia di Lucio Giachin (1975)
- Cagliostro, regia di Pier Carpi (1975)
- I ragazzi della Roma violenta, regia di Renato Savino (1976)
- 40 gradi all'ombra del lenzuolo, episodio La cavallona, regia di Sergio Martino (1976)
- Ritornano quelli della calibro 38, regia di Giuseppe Vari (1977)
- Il mostro, regia di Luigi Zampa (1977)
- Ciao nì!, regia di Paolo Poeti (1979)
- La parte più appetitosa del maschio, regia di Lorenzo Magnolia (1979)
- John Travolto... da un insolito destino, regia di Neri Parenti (1979)
- Riavanti... Marsch!, regia di Luciano Salce (1979)
- Fantozzi contro tutti, regia di Neri Parenti (1980)
- Bionda fragola, regia di Mino Bellei (1980)
- Mia moglie è una strega, regia di Castellano e Pipolo (1980)
- Una vacanza bestiale, regia di Carlo Vanzina (1981)
- Il ficcanaso, regia di Bruno Corbucci (1981)
- Fracchia la belva umana, regia di Neri Parenti (1981)
- Il marchese del Grillo, regia di Mario Monicelli (1981)
- Dio li fa poi li accoppia, regia di Steno (1982)
- Liebeskonzil, regia di Werner Schroeter (1982)
- Sogni mostruosamente proibiti, regia di Neri Parenti (1982)
- Ad un passo dall'aurora, regia di Mario Bianchi (1989)
- Ottobre rosa all'Arbat, regia di Adolfo Lippi (1990)
- Paprika, regia di Tinto Brass (1991)
- Così fan tutte, regia di Tinto Brass (1992)
- L'arcano incantatore, regia di Pupi Avati (1996)
- Festival, regia di Pupi Avati (1996)
- A spasso nel tempo - L'avventura continua, regia di Carlo Vanzina (1997)
- Il più lungo giorno, regia di Roberto Riviello (1998)
- Bagnomaria, regia di Giorgio Panariello (1999)
- Tutti gli uomini del deficiente, regia di Paolo Costella (1999)
- Un anno in campagna, regia di Marco Di Tillo (2000)
- I cavalieri che fecero l'impresa, regia di Pupi Avati (2001)
- Il quaderno della spesa, regia di Tonino Cervi (2003)

### Televisione
- I problemi di Don Isidro, regia di Andrea Frezza – miniserie TV (1978)
- Vita di Antonio Gramsci, regia di Raffaele Maiello – miniserie TV (1981)
- Quell'antico amore, regia di Anton Giulio Majano – miniserie TV (1981)
- Inverno al mare, regia di Silverio Blasi – miniserie TV (1982)
- Delitto di stato, regia di Gianfranco De Bosio – miniserie TV (1982)
- I racconti del maresciallo, regia di Giovanni Soldati – miniserie TV (1984)
- Un uomo in trappola, regia di Vittorio De Sisti – miniserie TV (1985)
- Aeroporto internazionale, regia di Paolo Poeti – serie TV (1985)
- Investigatori d'Italia, regia di Paolo Poeti – miniserie TV (1987)
- Diciottanni - Versilia 1966 – serie TV, 1 episodio (1988)
- Un inviato molto speciale, regia di Vittorio De Sisti – serie TV
- Voci notturne, regia di Fabrizio Laurenti – miniserie TV (1995)
- Les Nouveaux Exploits d'Arsène Lupin – serie TV (1996)
- Il mastino – serie TV (1998)
- Giochi pericolosi, regia di Alfredo Angeli – film TV (2000)
- Non ho l'età 2 – film TV (2002)
- Gli occhi dell'amore, regia di Giulio Base – film TV (2005)

## Prosa televisiva Rai
- La bisbetica domata, di William Shakespeare, regia di Marco Parodi, trasmessa il 30 novembre 1982.

## Prosa radiofonica Rai
- I tre moschettieri di Alessandro Dumas padre, regia di Marco Parodi, 30 puntate, trasmessa dal 2 febbraio al 27 febbraio 2004 su Rai Radio 2